# Boac
Boac – miasto na Filipinach w regionie MIMAROPA, w zachodniej części wyspy Marinduque, nad Oceanem Spokojnym. Jest ośrodkiem administracyjnym prowincji Marinduque. W 2010 roku liczyło 52 892 mieszkańców.